# Liechtenstein hívójelkörzetei
Liechtenstein jelenleg (2024) nincs hívójelkörzetekre felosztva, önálló hívójelprefixszel sem rendelkezik. Svájc számára kiosztott hívójelprefix egyes résztarzományait használják.
Liechtenstein a következő prefixeket használja:
- HB0
- HBL
- HB3Y
- HE0

## Lajstromjel
Vízi és légi járművek lajstromjelezéséhez a HB prefixet használják.